# Maintenance prévisionnelle
 (août 2023).
La maintenance prévisionnelle, ou maintenance anticipée (en anglais predictive maintenance), est, selon la norme NF EN 13306 X 60-319 (2018), une « maintenance conditionnelle exécutée suite à une prévision obtenue grâce à une analyse répétée ou à des caractéristiques connues et à une évaluation des paramètres significatifs de la dégradation du bien ».

## Principe
Le principe de la maintenance prévisionnelle est le suivant : tout élément manifeste des signes, visibles ou non, de dégradation qui en annoncent la défaillance. Le tout est de savoir reconnaître ces signes précurseurs. Des appareils permettent de mesurer cette dégradation, laquelle peut être une variation de température, de vibration, de pression, de dimension, de position, de bruit, etc. Ces dégradations peuvent donc être d’ordre physique, chimique, comportemental, électrique ou autre.

## Objectifs
Le but de cette maintenance est d’agir sur l’élément défaillant au plus près de sa période de dysfonctionnement. Elle permet aussi de suivre une dégradation dans le cas d’une durée de vie variable d’un élément. Toutes ces actions permettent donc de réduire la fréquence des pannes tout en optimisant la fréquence des interventions préventives.
La maintenance prévisionnelle a la particularité d’être facile à suivre mais est plus complexe à mettre en place.

## Méthodes
Pour mettre en place une maintenance prévisionnelle il est nécessaire de :
- lister les éléments à surveiller,
- connaître ou trouver la méthode de surveillance à appliquer,
- vérifier la possibilité d’implantation de ce dispositif,
- connaître ou découvrir la mesure de base,
- établir le ou les seuils d’alerte,
- décider de la méthode d’alerte,
- établir la périodicité de vérification,
- prévoir l’étalonnage du capteur,
- introduire la procédure dans le plan de maintenance préventive.

On notera le principe suivant : La dégradation est à mettre en relation avec la durée. Le franchissement d’un seuil prédéterminé enclenchera l’action de maintenance.

## Outils
Les outils de la maintenance prévisionnelle sur les machines tournantes sont :
- la détection de défauts par ultrasons,
- l'analyse des vibrations (ou analyse vibratoire),
- l'analyse spectrale,
- l'analyse des fluides,
- l'analyse des huiles,
- la thermographie infrarouge,
- le lignage laser pour machines horizontales ou verticales,
- le contrôle des harmoniques,
- le contrôle par examen visuel,
- le contrôle par ressuage,
- le contrôle d'étanchéité,
- la magnétoscopie,
- les courants de Foucault.